# 後藤俊男
後藤 俊男（ごとう としお、1912年（明治45年）1月18日 - 1998年（平成10年）1月12日）は、昭和期の労働運動家、政治家。衆議院議員。

## 経歴
岐阜県出身。1941年（昭和16年）国鉄運転高等科を卒業した。
鉄道省に入省し、米原機関庫勤務となる。呉海兵団に入団し、戦後、国鉄に復帰。国鉄労働組合名古屋地方本部委員長、東海公労協議長、名古屋国鉄会館社長、愛知県労働者住宅生活協同組合理事長、滋賀県公労協議長、日本社会党滋賀県連書記長などを務めた。
1959年（昭和34年）6月の第5回参議院議員通常選挙に全国区から社会党公認で出馬し次点で落選。1967年（昭和42年）1月の第31回衆議院議員総選挙に滋賀県全県区から出馬し初当選。次の第32回総選挙でも再選され、衆議院議員に連続2期在任した。この間、社会党滋賀県本部副委員長、同県本部顧問、同党建設労働対策特別委員会事務局長、同部落解放特別委員会事務局長、同びわ湖総合開発対策特別副委員長などを務めた。その後、第33回総選挙、1974年（昭和49年）7月の第10回参議院議員通常選挙に滋賀県選挙区から立候補したがいずれも落選した。